# تومي كوك
تومي كوك (بالإنجليزية: Tommy Cook)‏ (5 يناير 1901 في المملكة المتحدة - 15 يناير 1950 في المملكة المتحدة) هو لاعب كريكت ومدرب كرة قدم ولاعب كرة قدم بريطاني (وحمل سابقاً جنسية المملكة المتحدة لبريطانيا العظمى وأيرلندا) في مركز الهجوم. شارك مع منتخب إنجلترا لكرة القدم. أما مع النوادي، فقد لعب مع برايتون أند هوف ألبيون ونادي بريستول روفيرز ونادي مقاطعة ساسكس للكركيت ‏.

## وصلات خارجية
- تومي كوك على موقع إي آس بي آن كريك إنفو (الإنجليزية)
- تومي كوك على موقع ناشيونال فوتبول تيمز (الإنجليزية)